# Venus de Petrkovice
La Venus de Petrkovice o Venus de Landek és una petita estatueta de 4,6 cm d'alt tallada en hematita negra que representa un tors femení. La figura té d'una antiguitat aproximada de 23.000 anys, per la qual cosa s'emmarca en el període gravetià.
La trobaren al 1953 en l'emplaçament d'un campament de caçadors de mamuts al pujol de Landek, a Petrkovice, un districte dels suburbis del nord d'Ostrava prop de l'Òder (Silèsia, República Txeca). Al mateix indret s'han trobat proves de l'ús de carbó en aquella època. Landek conté una de les vetes de carbó més rendible d'Europa. Aquest carbó dona prosperitat a Ostrava.
Es diferencia d'altres Venus paleolítiques en dos trets:
- L'hematita negra s'utilitzà molt poc, perquè era difícil de treballar.
- La Venus és molt prima i les seues formes recorden l'art cubista.

L'original es troba a Brno en l'Institut d'Arqueologia de l'Acadèmia de Ciències. També s'han trobat altres Venus prehistòriques a la zona, com la de Dolní Věstonice, la de Willendorf, la de Galgenberg i la de Moravany.
La figureta, tallada en mineral de ferro (hematita), fa 4,5 x 1,5 x 1,4 cm i representa el tors d'una dona. Excepcionalment, l'absència del cap sembla intencional. També, a diferència d'altres venus prehistòriques, mostra una dona jove i esvelta amb pits petits.